# Silau Bayu
Silau Bayu is een bestuurslaag in het regentschap Simalungun van de provincie Noord-Sumatra, Indonesië. Silau Bayu telt 2109 inwoners (volkstelling 2010).